# Паренаго, Михаил Алексеевич
Михаил Алексеевич Паренаго (1780 — 29 ноября 1832) — российский издатель и переводчик, составитель словарей.
Происходил из старинного дворянского рода, на службу поступил в Коллегию Иностранных дел юнкером с причислением к Московскому архиву 28 июля 1799 года; в 1800 году был назначен переводчиком, а в 1811 году перешёл из Архива в Коллегию. В 1812 году находился при государственном канцлере, который сопровождал императора в его поездках, а затем числился в Коллегии «при особом поручении и, сверх того, при просматривании и поправлении переводов с немецкого языка», где служил в 1818—1828 годах. Умер в чине статского советника (с 21 апреля 1823 года), занимая должность начальника 3-го отделения Департамента внутренних сношений Министерства иностранных дел.
Труды его авторства: «Англия и Италия, соч. Архенгольца» (перевод с немецкого вместе с Иваном Татищевым, 6 частей, Москва, 1802—1805); «История XVIII столетия, или обстоятельное описание всех важнейших происшествий и достопамятных перемен, случившихся в XVIII столетии, с приобщением подробных известий о жизни и делах всех славных и достойных примечания мужей, в течение оного живших» (перевод с немецкого вместе с Петром Озеровым, части I—XI, Москва, 1804—1807) «Стихотворческие красоты Эдуарда Йонга» (перевод с английского (прозой), Москва, 1806); «Начало Российского государства. В исторических картах, хронологических и генеалогических таблицах, представленное профессором Шлецером» (перевод с немецкого, 2 тетради, Москва, 1809—1810); «Новый английско-российский словарь, составленный по английским словарям Джонсона, Еберса и Робинета» (части II—IV — Москва, 1811—1817 годы; часть I — Москва, 1808 год — составлена Н. Ф. Грамматиным); «Теоретическо-практическая грамматика английского языка» (Санкт-Петербург, 1820); «Словарь немецкой и французской купеческой юриспруденции, с присовокуплением в алфавитном порядке сокращений, употребительных в языках латинском, немецком, французском и английском» (Москва, 1824; издание 2-е, исправленное и дополненное, — Санкт-Петербург, 1829; издание 3-е — Москва, 1832).